# João Rufo
João Rufo, João de Bet-Rufina ou João de Maiuma foi um presbítero anticalcedoniano  de Antioquia, monge, discípulo de Pedro o Ibérico e histórico eclesiástico que provavelmente serviu como bispo de Maiuma. Escreveu as Pleroforias, a Vida de Pedro o Ibérico e as Comemorações da Morte de Teodósio.

## Biografia
Quase tudo que se sabe sobre João Rufo vem de sua própria obra, com alguns detalhes adicionais da Vida de Severo, de Zacarias Escolástico.
 João era monge no Mosteiro de Bet-Rufina, donde seu nome.
João nasceu na Arábia Petreia por volta de 450, e estudou jurisprudência na exclusiva Escola de Direito de Berito (atual Beirute), onde seu colega Teodoro de Ascalão o pôs em contato com seu futuro mentor espiritual, Pedro, o Ibérico. Evágrio, irmão mais novo de João, também estudou na mesma instituição, além de mostrar interesse no monasticismo. João tornou-se monge e rumou a Antioquia, onde foi ordenado presbítero pelo patriarca anticalcedoniano local, Pedro Fulão, durante o reinado de Basilisco (entre janeiro de 475 e agosto de 476)
Após o retorno ao poder de Zenão e a expulsão de Pedro Fulão em 477, João se mudou para a Palestina em 479, enfim se tornando discípulo de Pedro o Ibérico, morando em sua comunidade monástica entre Gaza e Maiuma. João se tornou um dos alunos mais íntimos de Pedro, recebendo portanto perspectivas exclusivas dos últimos doze anos da vida do mesmo. Como nativo da Arábia, uma região que conhecia em detalhes, como demonstrado em sua Vida de Pedro o Ibérico, é possível que tenha acompanhado seu mestre em suas viagens pela região. Após a morte de Pedro em 491, a liderança do mosteiro ficou na mão de quatro de seus discípulos, mais proeminentemente Teodoro de Escalão, enquanto João se tornou presbítero da igreja do mosteiro. Não é claro se João se tornou de fato bispo de Maiuma, como mencionado no título das Pleroforias, visto que a informação não foi registrada em quaisquer outras fontes contemporâneas, mas possivelmente foi consagrado como tal pelos anticalcedonianos após a morte de Pedro, tornando-se, pois, líder espiritual da comunidade anticalcedoniana palestina.